# Dolichopus cilifemoratus
Dolichopus cilifemoratus är en tvåvingeart som beskrevs av Macquart 1827. Dolichopus cilifemoratus ingår i släktet Dolichopus och familjen styltflugor. Arten är reproducerande i Sverige. Inga underarter finns listade i Catalogue of Life.